# Октоподната скала
Октоподната скала (на японски: 蛸石), наричана още Барабанната скала, е голяма скала в замъка Осака в Япония. Скалата се намира близо до портата на Сакура.
Тя е един от най-големите от няколкото мегалита в замъка (по лицева площ), с размери 5,5×11,7 метра и тегло над 130 тона. Името ѝ произлиза от формата на октопод, която се вижда в долния ляв ъгъл.